# 万兴乡 (成都市)
万兴乡，是中华人民共和国四川省成都市龍泉驛區曾经下辖的一个乡。2019年12月，撤销万兴乡，将原万兴乡所属行政区域划归山泉镇管辖。

## 行政区划
万兴乡撤销前下辖以下地区：
万兴场社区、斑竹村、公平村、大石村、大湾村、鲤鱼村、梨园村、止马店村、观斗村和大兰村。